# 羅托伊蒂山
羅托伊蒂山（英語：Mount Rotoiti），是南極洲的山峰，位於沙克爾頓海岸，處於普卡基山東北面1.9公里，屬於弗里蓋特山脈的一部分，海拔高度2,900米，由新西蘭探險隊命名，現時由南極條約體系管理。